# Lancia Beta 15/20hp
El Lancia 15/20hp (Tipo 54, Beta) es un modelo de Lancia lanzado en 1909 como sustituto de los conocidos Dialfa-18/24hp y Alfa 12hp. Básicamente este modelo fue una  versión modernizada del 12 HP, con una cilindrada del motor aumentada de 2.5 a 3.1 litros, lo que permitió aumentar la potencia de los 28 hp del anterior modelo a los 34 hp de este. 
La distancia entre ejes del chasis también aumentó de los 282 cm del modelo anterior hasta los 293.2 cm, permitiendo una mayor comodidad para los pasajeros posteriores. Del 15/20HP se fabricaron 150 ejemplares antes de ser remplazado por el Lancia Gamma 20hp (tipo 55) de 1910.